# Rebbe
El Rebbe és un rierol a Einbeck a l'Estat de Baixa Saxònia a Alemanya. Neix al serrat d'Ahlsburg damunt del nucli de Dörrigsen a una altitud de 224 metres per sobre del nivell mitjà del mar i desemboca 8,5 km més avall a l'Ilme al sud d'Einbeck. Rega Dörrigsen, Edemissen, Odagse i Reinserturm, quatre nuclis rurals de la ciutat d'Einbeck.
Rep l'Aue, un afluent, a Odagsen.

## Galeria

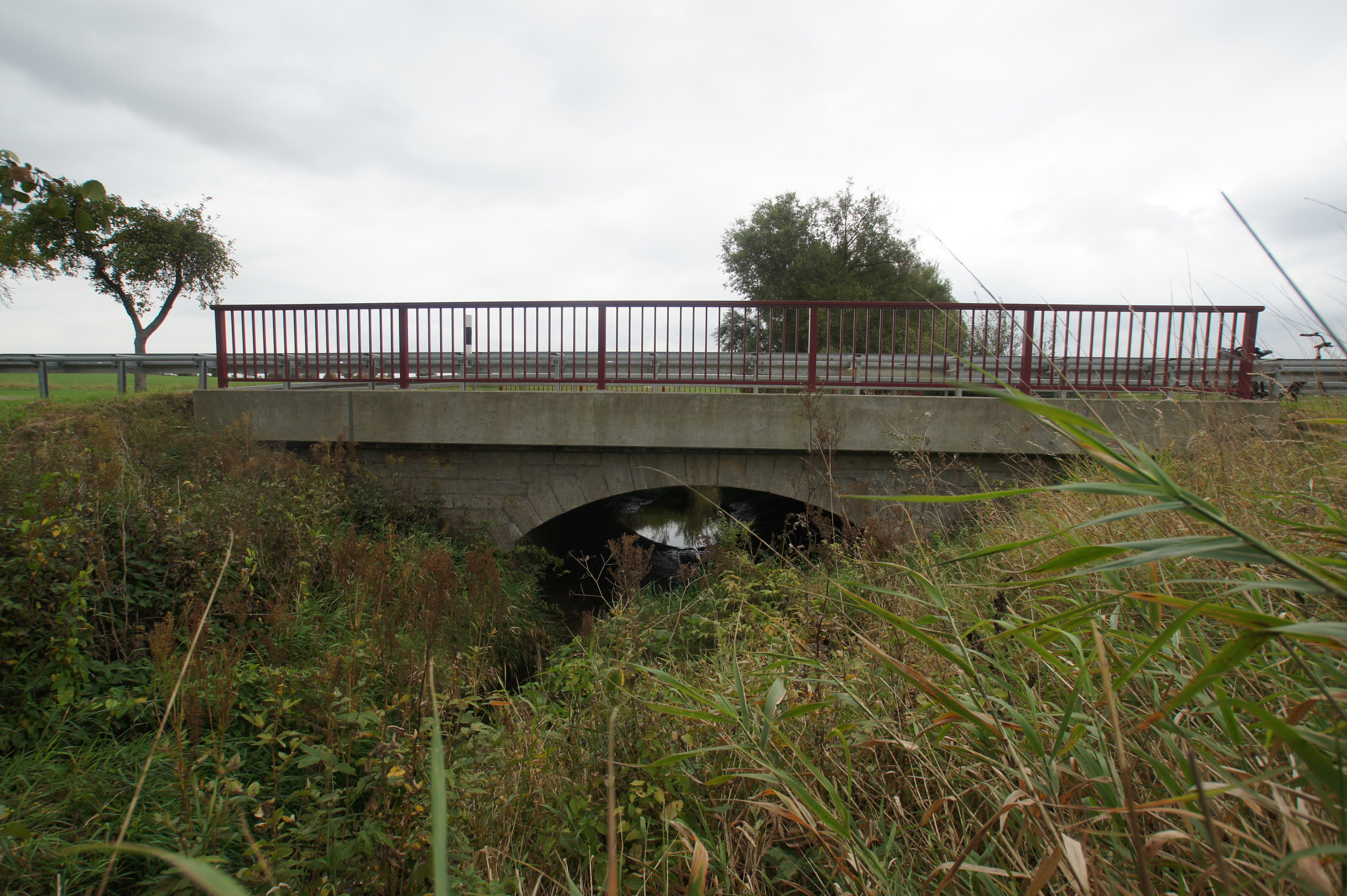
Pont al Rebbe
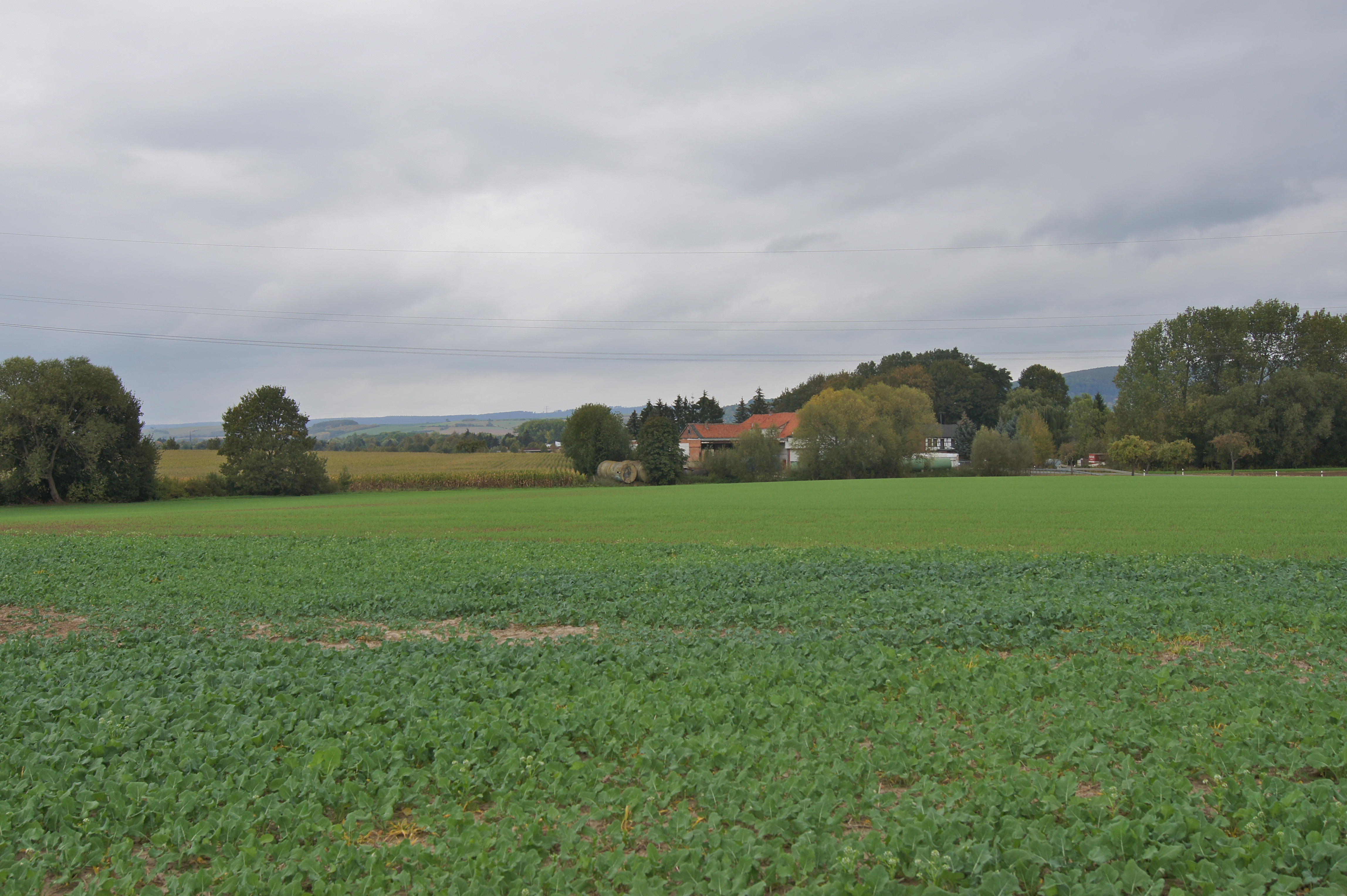
La vall del Rebbe al lloc dit Reinserturm
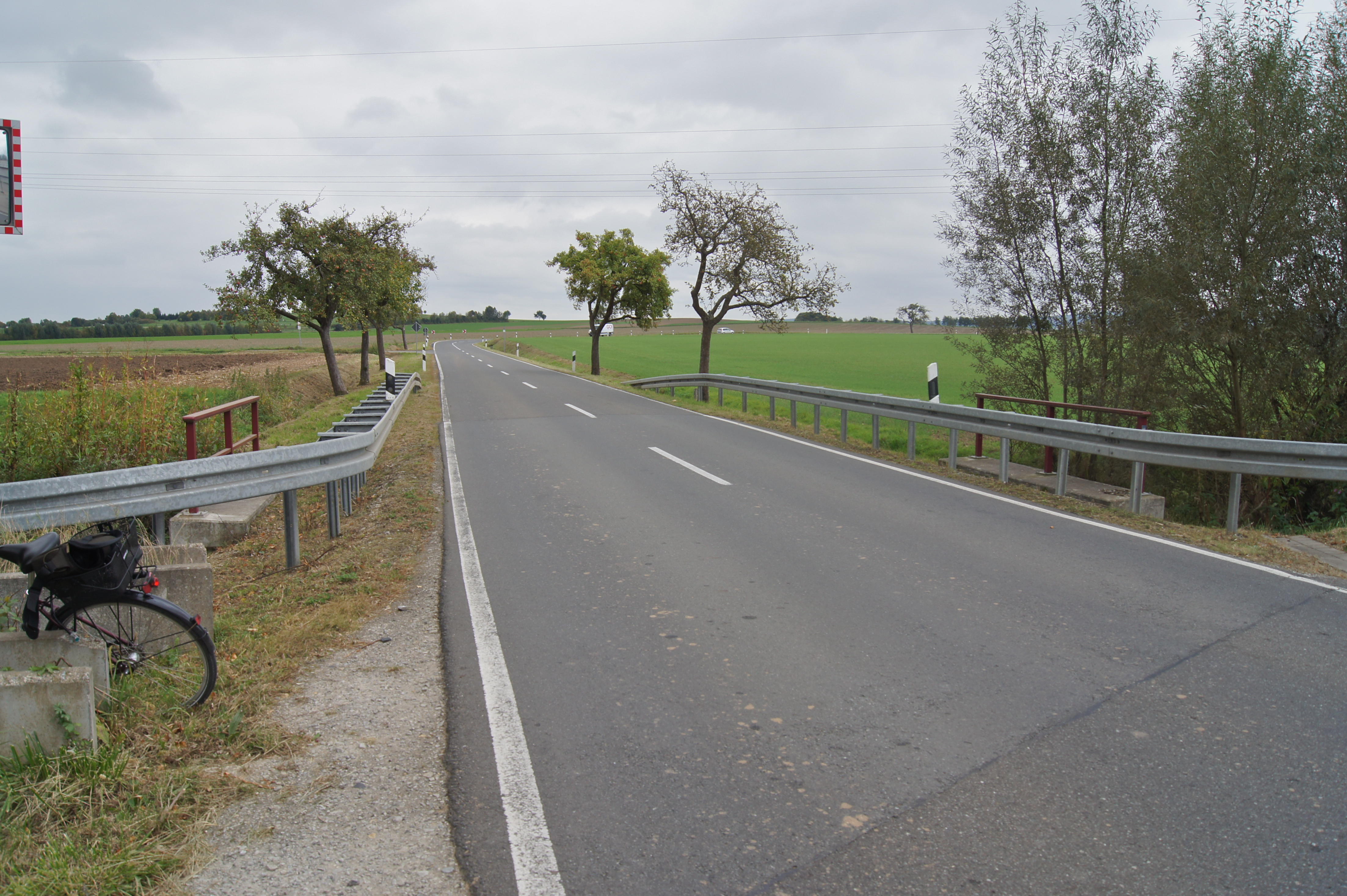
Pont al Rebbe a Reinserturm